# Egesina picta
Egesina picta är en skalbaggsart som beskrevs av Stefan von Breuning 1940. Egesina picta ingår i släktet Egesina och familjen långhorningar. Inga underarter finns listade i Catalogue of Life.